# Sværm
Sværm is een compositie van Vagn Holmboe uit 1992.
Holmboe schreef het werk van tien deeltjes oorspronkelijk voor twee violen. Vrijwel direct na voltooiing werkte hij het om tot strijkkwartet en voegde een kort werkje Via Peria toe als elfde deel. Het strijkkwartet maakt geen deel van de genummerde reeks, waarin zich twintig strijkkwartetten bevinden. Dat was bij Holmboe geen uitzondering; voordat hij aan de genummerde reeks begon had hij al meerdere strijkkwartetten gecomponeerd; ook na de reeks schreef hij verder voor zo’n ensemble.
Bij dit strijkkwartet behandelt Holmboe de vier musici als vier solisten, die soms inderdaad als solist fungeren ten opzichte van de andere drie, maar laat ze net zo vlot als kwartet samenspelen. De elf delen worden alleen met tempoaanduidingen weergeven: (1) Allegretto; (2) Allegro piacevole; (3) Con moto; (4) Allegro barocco; (5) Adagio affetuoso; (6) Vivace; (7) Andantino ma calmato; (8) Allegro giusto; (9) Adagio, ma non troppo; (10) Animato en (11) Allegro con brio.  
Het strijkkwartet werd op 22 maart 1997 voor het eerst uitgevoerd door het Kontra Kwartet, dat het in 1999/2000 op cd vastlegde. 
Strijkkwartet nr. 1 · Strijkkwartet nr. 2 · Strijkkwartet nr. 3 · Strijkkwartet nr. 4 · Strijkkwartet nr. 5 · Strijkkwartet nr. 6 · Strijkkwartet nr. 7 · Strijkkwartet nr. 8 · Strijkkwartet nr. 9 · Strijkkwartet nr. 10 · Strijkkwartet nr. 11 · Strijkkwartet nr. 12 · Strijkkwartet nr. 13 · Strijkkwartet nr. 14 · Strijkkwartet nr. 15 · Strijkkwartet nr. 16 · Strijkkwartet nr. 17 · Strijkkwartet nr. 18 · Strijkkwartet nr. 19 · Strijkkwartet nr. 20
Ongenummerd: Sværm · Quartetto sereno